# Svájci Szövetségi Vasutak
A Svájci Szövetségi Vasutak (SBB CFF FFS; németül: Schweizerische Bundesbahnen SBB, franciául: Chemins de fer fédéraux suisses CFF, olaszul: Ferrovie Federali Svizzere, FFS) Svájc állami vasúttársasága. A vasúthálózat hossza 2908 km normál nyomtáv, illetve 74 km SBB-tulajdonú keskenynyomközű vonal (a Brünigbahn) is tartozik hozzá, amely a Zentralbahn cégbe lett kiszervezve.

## A vasút járművei
Az SBB adatai szerint 2000. január 1-én az vállalat járműállományába a következő közforgalmú járművek voltak besorozva:
- Dízelmozdonyok száma: 271,
- Villamosmozdonyok száma: 1092, amiből 745-nek a teljesítménye eléri, illetve meghaladja a 3000 kW-ot,
- Vasút személyszállító járművek száma: 3466, ebből 11 a villamos motorkocsiké, 21 pedig a villamos motorvonatoké,
- RIC-forgalomra alkalmas kocsik száma: 656, amiből 44 az étkező-, 60 a fekvőhelyes, 13 a hálókocsik száma,
- Első- és másodosztályú ülőhelyes kocsik száma: 3002. A személykocsikból 974 a légjavítóval felszereltek száma. A vasút 245 poggyászkocsit tart állagában,
- Vezérlőkocsik száma: 288,
- Teherkocsik száma: 13 021,
- Magánkocsik száma 6770, (Az állagban a magánkocsik száma nő, az előbbi szám 1998-ban még csak 6374 volt)
- A saját kocsik közül a normálépítésű „fedett (G) kocsik száma: 683,
- Különleges építésük száma: (H): 3754,
- Forgóvázas fedett kocsik száma 200,
- Normálépítésű nyitott (E) kocsik száma 2273,
- Különleges építésüké: (F),
- Forgóvázas nyitott kocsik száma mindkét sorozatból összesen 1757,
- Normálépítésű 2-tengelyes pőrekocsik (K, L) száma: 1323,
- 4-tengelyeseké (R): 865,
- Különleges építésű pőrekocsiké (S): 1461.
- Nyitható tetejű (T) kocsik száma: 1343,
- Egyéb különleges építésű (U) kocsik száma: 448.

## SBB járműjavítók
- Yverdon: korszerű mozdonyok, 240 fő (2005-ben 40%-kal kisebb létszám),
- Olten: személykocsi, 550 fő (560 fő),
- Plattform Zürich: személyszállítás járművei, 1000 fő (1000 fő),
- Biel: Dízel-üzemű járművek, különleges építésű teherkocsik, 210 fő (-16%),
- Bellinzona: mozdonyok, normál építésű teherkocsik, 430 fő (-15%).

## Adatok 2006-ból
- Utasok száma: 285,1 millió
- Elszállított teheráru: 60 millió tonna
- Állomások száma: 824
- Utasforgalomra megnyitott állomások: 760
- Teherforgalomra megnyitott állomások: 452
- Iparvágány-csatlakozások: kb. 2500
- Parkolók összes kapacitása: 23685 autó
- Alkalmazottak száma: 27933
- Pontosság: 96,2%-a a vonatoknak, illetve 95,9%-a a munkanapokon közlekedő vonatoknak, melyek 5 percnél kevesebbet késtek
- Támogatás az üzemeltetéshez, fejlesztéshez (2007-2010): 5,88 milliárd svájci frank

## Szolgáltatások

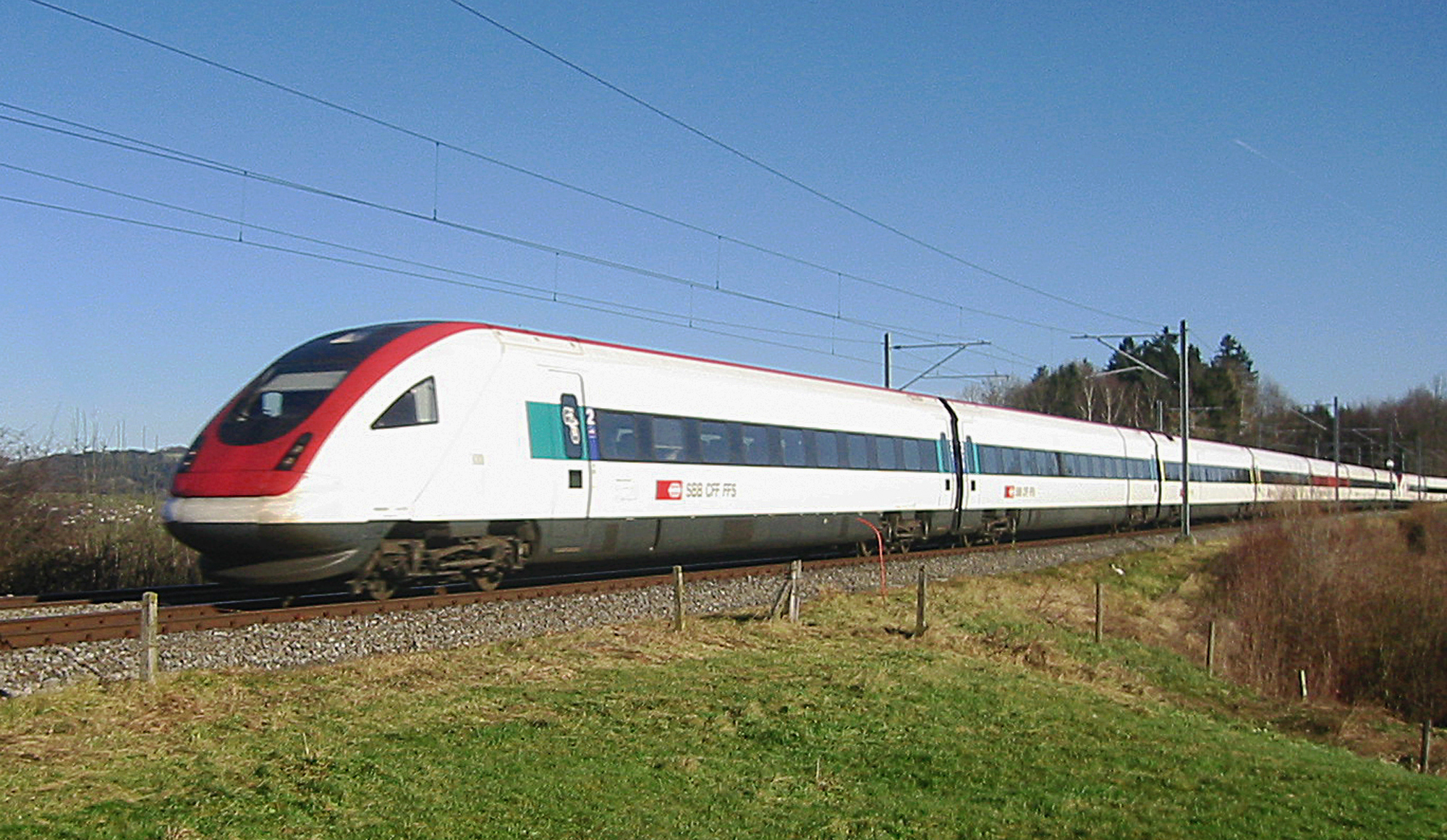
SBB RABDe 500 (ICN)

Az SBB az alábbi vonatnemeket üzemelteti:
- R: Regio (Regionalzug): az összes állomáson megáll
- S: S-Bahn/RER: nagyvárosok S-Bahn-vonatjai
- RE: RegioExpress
- IR: InterRegio,
- IC: InterCity: nagyobb városokban áll meg (Genf, Lausanne, Fribourg stb.)
- ICN: InterCity billenőszekrényes vonat
- CityNightLine
- EC: EuroCity

## Érdekességek
- Svájcban 4 hivatalos nyelv van, emiatt a feliratok, állomásnevek is több nyelven vannak kiírva,
- Szinte az összes vasútvonal villamosított, a villamosított vonalak aránya a világon itt a legmagasabb,
- Itt található a világ leghosszabb vasúti alagútja, a Gotthárd-bázisalagút.